# Bonifacia Rodríguez Castro

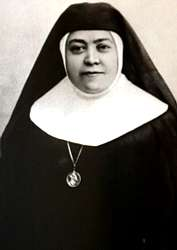
Bonifacia Rodríguez Castro

Bonifacia Rodriguez Castro (* 6. Juni 1837 in Salamanca, Spanien; † 8. August 1905 in Zamora, Spanien) war eine spanische katholische Ordensfrau und Ordensgründerin. Sie wird in der katholischen Kirche als Heilige verehrt.
Sie gründete die Kongregation der Dienerinnen des heiligen Joseph, die sich für die soziale und christliche Förderung von Arbeiterinnen einsetzt. 
Papst Johannes Paul II. sprach Bonifacia Rodriguez Castro 2003 selig.
In dem Konsistorium am 21. Februar 2011 bestätigte das Kardinalskollegium den Abschluss des Heiligsprechungsverfahren für Bonifacia Rodriguez de Castro. Am 23. Oktober 2011 wurde sie durch Papst Benedikt XVI. heiliggesprochen.